# Christian Dvorak
Christian Dvorak (* 2. Februar 1996 in Mokena, Illinois) ist ein US-amerikanischer Eishockeyspieler, der seit September 2021 bei den Canadiens de Montréal in der National Hockey League unter Vertrag steht. Zuvor verbrachte der linke Flügelstürmer fünf Jahre bei den Arizona Coyotes.

## Karriere
Dvorak spielte als Teenager zunächst beim Team Chicago Mission in verschiedenen Altersklassen, ehe er im Verlauf der Saison 2012/13 erstmals in der United States Hockey League bei den Chicago Steel auflief. Diese hatten ihn im Futures Draft im Sommer 2012, ebenso wie die London Knights aus der Ontario Hockey League in der OHL Priority Selection, ausgewählt. Insgesamt bestritt der Flügelstürmer neun Partien für die Steel. Zur Spielzeit 2013/14 schloss sich Dvorak dann den London Knights an. Obwohl er in seiner Rookiesaison lediglich 33 Spiele bestritt und dabei 14 Scorerpunkte sammelte, wählten ihn die Arizona Coyotes aus der National Hockey League im NHL Entry Draft 2014 in der zweiten Runde an 58. Stelle aus.
Im folgenden Spieljahr feierte der Angreifer den Durchbruch in der OHL. Er bildete mit Max Domi und Mitchell Marner eine überaus erfolgreich Sturmreihe. Mit 109 Punkten war er hinter Marner zweitbester Scorer des Teams und der fünftbeste der Liga. Diese Werte konnte er in der Saison 2015/16 noch einmal steigern, nachdem er bereits im April 2015 von den Coyotes verpflichtet worden war und sein Profidebüt in der American Hockey League für die Portland Pirates gefeiert hatte. Dvorak und Marner bekamen nach dem Abgang von Domi Matthew Tkachuk als neuen Partner in der Sturmreihe zur Seite gestellt. Das Trio führte die Knights am Saisonende zum Gewinn des J. Ross Robertson Cups. Dvorak schloss das Spieljahr mit 121 Scorerpunkten ab und blieb damit sechs Punkte hinter Topscorer Kevin Labanc zurück. Mit 52 Toren war er allerdings bester Torschütze der Liga und wurde ins First All-Star Team der Liga berufen. Im anschließenden Memorial Cup trug der US-Amerikaner mit sieben Toren maßgeblich zum Gewinn des traditionsreichen Turniers bei.
Im Sommer 2016 wechselte Dvorak endgültig in den Profibereich und schaffte zum Beginn der Saison 2016/17 den Sprung in den NHL-Kader der Arizona Coyotes. Dort etablierte er sich im Laufe der folgenden zwei Jahre als regelmäßiger Scorer und unterzeichnete infolgedessen im August 2018 einen neuen Sechsjahresvertrag bei den Coyotes, der ihm ein durchschnittliches Jahresgehalt von 4,45 Millionen US-Dollar einbringen soll. Diesen erfüllte er jedoch nicht in Arizona, da ihn die Coyotes im September 2021 an die Canadiens de Montréal abgaben und dafür ein Erstrunden-Wahlrecht im NHL Entry Draft 2022 sowie ein Zweitrunden-Wahlrecht im NHL Entry Draft 2024 erhielten.

### International
Dvorak vertrat sein Heimatland bei der U20-Junioren-Weltmeisterschaft 2016 in der finnischen Hauptstadt Helsinki. Dabei verbuchte er in sieben Turnierspielen acht Scorerpunkte und war damit maßgeblich am Gewinn der Bronzemedaille beteiligt. Bei der Weltmeisterschaft 2017 debütierte der Angreifer im Senioren-Bereich und belegte dabei mit dem Team den fünften Platz.

## Erfolge und Auszeichnungen
- 2016 J.-Ross-Robertson-Cup-Gewinn mit den London Knights
- 2016 OHL First All-Star Team
- 2016 Memorial-Cup-Gewinn mit den London Knights
- 2016 Memorial Cup All-Star Team

### International
- 2016 Bronzemedaille bei der U20-Junioren-Weltmeisterschaft

## Karrierestatistik
Stand: Ende der Saison 2024/25

### International
Vertrat die USA bei:
- U20-Junioren-Weltmeisterschaft 2016
- Weltmeisterschaft 2017

(Legende zur Spielerstatistik: Sp oder GP = absolvierte Spiele; T oder G = erzielte Tore; V oder A = erzielte Assists; Pkt oder Pts = erzielte Scorerpunkte; SM oder PIM = erhaltene Strafminuten; +/− = Plus/Minus-Bilanz; PP = erzielte Überzahltore; SH = erzielte Unterzahltore; GW = erzielte Siegtore; 1 Play-downs/Relegation; Kursiv: Statistik nicht vollständig)